# Distretto di Chapai Nawabganj
Il distretto di Chapai Nawabganj è un distretto del Bangladesh situato nella divisione di Rajshahi. Si estende su una superficie di 1702,55 km² e conta una popolazione di 1.647.521 abitanti (censimento 2011).

## Suddivisioni amministrative
Il distretto si suddivide nei seguenti sottodistretti (upazila):
- Bholahat
- Chapai Nawabganj Sadar
- Gomastapur
- Nachole
- Shibganj